# Vaggeryd (plaats)
Vaggeryd is een van de twee hoofdplaatsen (de andere hoofdplaats is Skillingaryd) in de gemeente Vaggeryd in het landschap Småland en de provincie Jönköpings län in Zweden. De plaats heeft 4668 inwoners (2005) en een oppervlakte van 464 hectare. De plaats ligt in de buurt van de Europese weg 4.

## Verkeer en vervoer
Bij de plaats loopt de E4.
De plaats heeft een station aan de spoorlijnen Jönköping - Vaggeryd en de Halmstadsbanan.